# Aesch (Zúrich)
Aesch (hasta 2001, Aesch bei Birmensdorf) es una comuna suiza perteneciente al distrito de Dietikon del cantón de Zúrich.
En 2015 tiene 1198 habitantes en un área de 5,24 km².
Se menciona por primera vez en 1184 como Asche. Luego del siglo XV se menciona varias veces como Esch ennend Albis. Estuvo vinculado históricamente al monasterio de Engelberg.
Se sitúa cinco kilómetros al suroeste de Zúrich, en el límite con el cantón de Argovia, en el cruce de las carreteras nacionales 3 y 4.